# Xian de Weishi
Le xian de Weishi (尉氏县 ; pinyin : Wèishì Xiàn) est un district administratif de la province du Henan en Chine. Il est placé sous la juridiction de la ville-préfecture de Kaifeng.

## Démographie
La population du district était de 836 023 habitants en 1999.